# Theodor Brinek senior
Theodor „Turl“ Brinek sen. (* 8. August 1898; † 25. Juli 1974) war ein österreichischer Fußball-Nationalspieler. 
Turl Brinek war von 1923 bis 1928 Stammspieler der Läuferreihe des Meidlinger Fußballvereins SC Wacker Wien. Mit den Schwarz-Weißen konnte er sich dabei im Tabellenmittelfeld etablieren und wurde auch 1927 von Hugo Meisl in die österreichische Nationalmannschaft einberufen. Am 20. März kam er beim 1:2 gegen die Tschechoslowakei zu seinem einzigen Länderspieleinsatz. 
Bekannt wurde Turl Brinek, allerdings nicht nur bei der Wiener, sondern auch beim Innsbrucker Wacker. Er übernahm 1959 erstmals die Tiroler als Trainer und konnte sie nach einem Intermezzo beim Wolfsberger AC 1964 erstmals in ihrer Vereinsgeschichte in die höchste österreichische Liga führen. Er wurde am Südwestfriedhof (Wien) bestattet.